# Josef von Humbracht
Josef von Humbracht (* 24. Februar 1859 in Rudolstadt; † 5. Februar 1932 in Münster) war ein deutscher Diplomat.

## Leben und familiäres Umfeld
Josef von Humbracht entstammte einer alten Frankfurter Patrizierfamilie, die bereits im Jahre 1366 das Frankfurter Bürgerrecht erworben hatte und seit 1427 der Adeligen Ganerbschaft des Hauses Alten-Limburg angehörte. Seine Eltern waren der preußische Offizier und schwarzburg-rudolstädtische Kammerherr Arnold von Humbracht und Hedwig Freifrau von Ketelhodt. Verheiratet war er seit dem 18. Oktober 1910 mit Konstanze Freifrau von Hövel, verwitwete Freifrau von Locquenghien.

## Ausbildung und berufliche Laufbahn
Josef von Humbracht besuchte das Gymnasium in Rudolstadt, an dem er auch 1878 das Abitur bestand. Danach studierte er Rechtswissenschaften an den Universitäten Leipzig, Freiburg und Berlin und legte 1883 das 1. juristische Staatsexamen ab, wurde 1886 preußischer Kammerjunker und bestand 1889 das Assessorenexamen. Seit dem 12. Mai 1889 stand er bis 1892 als Leiter der Hofhaltung in Diensten des Fürsten von Schwarzburg-Rudolstadt.
Im Jahre 1892 trat er als Attaché in den diplomatischen Dienst des Deutschen Reiches. Er durchlief verschiedene Stationen zur Vorbereitung auf die diplomatische Abschlussprüfung, z. B. die Rechts- und die Personalabteilung und die kommissarische Beschäftigung an der Gesandtschaft in Belgrad. Er wurde nach bestandener Prüfung 1894  zum Legationssekretär ernannt. Ende 1894 bis 1896 wurde er der preußischen Gesandtschaft bei der Freien und Hansestadt Hamburg zugeteilt, war dann von 1897 bis 1902 in der Protokollabteilung der Zentrale in Berlin tätig. Während dieser Tätigkeit wurde er zum preußischen Kammerherrn ernannt. Seit 1898 war er Legationsrat. 1902 wurde als 1. Sekretär an die Deutsche Botschaft in Madrid versetzt, wo er bis 1905 verblieb. Ab 1905 war er Ministerresident in Havanna, erhielt dort 1907 den Titel eines außerordentlichen Gesandten und bevollmächtigten Ministers, bis er schließlich, ebenfalls 1907, zum deutschen Delegierten bei der Internationalen Finanzdelegation in Athen ernannt wurde. Ab 1911 war er preuß. Gesandter in Oldenburg, zugleich für das Herzogtum Braunschweig und die lippischen Fürstentümer. Er wurde 1917 zum Wirklichen Geheimen Rat mit dem Titel Exzellenz ernannt. Im Zuge der revolutionären Ereignisse wurde er im März 1919 in den einstweiligen, ab 1929 in den endgültigen Ruhestand versetzt.